# لانا زرکال
لانا ولودیمیریونا زرکال (اوکراینی: Олена Володимирівна Зеркаль؛ زادهٔ ۲۴ ژوئن ۱۹۷۳) سیاستمدار اهل اوکراین است.

## فعالیت
وی معاون سابق وزیر امور خارجه اوکراین بود که در سال ۲۰۱۴ به این سمت منصوب شد. او همچنین به مدت ۱۲ سال در وزارت دادگستری (اوکراین) و از سال ۲۰۰۱ به عنوان مدیر بخش حقوق بین‌الملل (۲۰۰۱–۲۰۰۵) حضور داشت.

## تحصیلات
در سال ۱۹۹۸ اولنا از دانشکده حقوق دانشگاه ملی تاراس شوچنکو کیف با مدرک کارشناسی ارشد حقوق فارغ‌التحصیل شد. در سال ۲۰۰۸ او همچنین مدرک کارشناسی ارشد روابط اقتصادی بین‌المللی را دریافت کرد و به زبان انگلیسی و فرانسوی نیز صحبت می‌کند.